# Olivia Jordan
Pour les articles homonymes, voir Olivia Jordan (ambulancière) et Jordan.
Olivia Jordan Thomas , née le 28 septembre 1988 à Tulsa (Oklahoma), est une actrice et mannequin américaine, qui a été couronnée Miss USA 2015 par Nia Sanchez. Elle concourt par la suite au concours de Miss Universe 2015 où elle est classée 2e dauphine de Pia Wurtzbach. Olivia a aussi représenté les États-Unis au concours de Miss World 2013. Elle a fini dans le top 20.